# Port lotniczy Wairoa
Port lotniczy Wairoa (IATA: WIR, ICAO: NZWO) – mały port lotniczy położony w mieście Wairoa, w regionie Hawke’s Bay, w Nowej Zelandii.